# Neuenkirchen (Schwanewede)
Neuenkirchen (niederdeutsch Ne’enkarken) ist eine Ortschaft der Gemeinde Schwanewede im niedersächsischen Landkreis Osterholz.

## Geografie

### Lage
Neuenkirchen liegt am Ostufer der Unterweser am nordwestlichen Ende des Geestrückens der Bremer Schweiz. Südlich der Orts- und Gemeindegrenzen liegen die Bremer Ortsteile Rekum und im Südosten Farge, die ursprünglich zum Kirchspiel Neuenkirchen gehörten. Nördlich von Neuenkirchen beginnt die Osterstader Marsch.

### Gliederung
Zur Ortschaft gehören die Ortsteile:
1. Göspe
2. Neuenkirchen (Hauptort)
3. Stellerbruch
4. Vorbruch

## Geschichte

### Neuenkirchen vom 12. Jahrhundert bis zur Neuzeit
Das Kirchspiel Neuenkirchen ist im 12. Jahrhundert als „Nigenkarken“ auf einer Landkarte der Region Unterweser erstmals verzeichnet, gelegen um die Michaelskirche Neuenkirchen, die auf die Herren von Stelle zurückgeht. Die Herren von Stelle waren Dienstleute des Bremer Erzbischofs Liemar, der Kaiser Heinrich IV auf seinem Büßergang nach Canossa 1077 begleitete. Liemar schenkte ihnen 1080 u. a. ein großes Gebiet in dem Bruch bei Rade („Stellerbruch“). Auf Initiative des Erzbischofs zu Bremen luden die Herren von Stelle die Herren von Rade und die Herren von Reken (Rekum) ein, eine Kirche zu bauen. Diese Adelsfamilien- die Pflichten und den Zehnten an den Dom zu Bremen zu entrichten hatten- ließen auf dem Klint die St. Michaels-Kirche bauen. Sie wurde 1192 eingeweiht, erster namentlich bekannter Prediger war 1240 ein Mann namens Ehrenfried. Mit der Erbauung der Kirche entstand das Kirchspiel und das Dorf Neuenkirchen.
1471 ließ der oldenburgische Graf Gerhard Neuenkirchen und Rekum „ausbrennen“. 1516 kam das Gericht Neuenkirchen für 1500 Gulden vom Erzstift Bremen unter den Rat der Stadt Bremen. Im Zuge der Reformations-Auseinandersetzungen wurde Neuenkirchen – wie Bremen –  nach 1517 lutherisch. Am 25. Juli 1588 wurde dem Gericht und Kirchspiel Neuenkirchen vom Rat der Stadt Bremen das Marktrecht verliehen, d. h. das Recht, einen Vieh- und Warenmarkt auf dem Platz vor der Kirche abzuhalten. Der Neuenkirchener Herbstmarkt findet jedes Jahr am 3. Sonnabend und Sonntag im Oktober statt. Im Dreißigjährigen Krieg plünderten dänischen Truppen den Ort und zerstörten ihn teilweise, wodurch die Gemeinde verarmte. Zur Unterstützung erhielt sie 1666 vom Rat zu Bremen 50 Taler. Das Pfarrhaus brannte seit 1688 dreimal ab. Die Kirche wurde 1768 erneuert, auf den alten Grundmauern in ihrem heutigen Erscheinungsbild neu erbaut.
Bis 1741 gehörte Neuenkirchen verwaltungstechnisch zu Bremen, bis  das Amt Blumenthal einschließlich Neuenkirchen von Bremen an das Königreich Hannover fiel. Dieses wurde von Preußen 1866 annektiert; in der nunmehr preußischen Provinz Hannover gehörte Neuenkirchen zum Landkreis Blumenthal (1939 aufgelöst und dem Landkreis Osterholz zugeordnet). Seit 1. November 1946 gehört Neuenkirchen zum neugebildeten (Bundes-)Land Niedersachsen und ist seit 1974 Teil der Großgemeinde Schwanewede.
Die Einwohnerschaft bestand lange Zeit aus einigen Bauernfamilien mit ihrer Landwirtschaft, zahlreichen landlosen Arbeitern (Knechte, Mägde, Gesinde), einigen Handwerkern und Gewerbetreibenden. Ende des 19. Jahrhunderts entstanden an der Unterweser Industriebetriebe, die vielen minderbemittelten Einwohnern von Neuenkirchen Arbeit gaben. So arbeiteten Männer aus Neuenkirchen auf der Vulkan-Werft in Vegesack, der Gießerei H. Dewers in Rönnebeck, der Bremer Wollkämmerei in Blumenthal, der Witteburg Steingutfabrik in Farge, der Stuhlrohrfabrik in Farge. Wegen fehlender Infrastruktur siedelte sich in Neuenkirchen keine Industrie an; die Kleinbahn Farge-Wulsdorf mit Halt in Neuenkirchen wurde nur von 1911 bis 1938 betrieben und wegen Unwirtschaftlichkeit eingestellt. Manche Einwohner sahen für sich um 1900 keine Lebensperspektive und wanderten aus, z. B. in die USA.
Im Ersten Weltkrieg starben 90 Männer, im Zweiten Weltkrieg 270 Männer aus Neuenkirchen.

### Neuenkirchen nach 1933: Vom Marine- und Konzentrationslager über das  Evangelische Hospital bis zur Bundeswehr-Kaserne
Auf der zum Gebiet der Gemeinde Neuenkirchen gehörenden Neuenkirchener Heide ließ das NS-Regime in den Jahren 1938/39 durch die Organisation Todt ein großes Barackenlager - das Marinegemeinschaftslager -  für mehr als 1000 Arbeiter errichten. Es befand sich am Rande der Baustelle von zwei großen Öltanklagern der Kriegsmarine; das Projekt wurde 1941 unvollendet eingestellt. Eine Zufahrtsstraße (bis 1951 inoffiziell Lagerstraße, seither offiziell  genannt) und ein Eisenbahnanschluss (abgehend von der Bahnstrecke Farge-Wulsdorf) wurden gebaut.
In Teilen des Lagers war von 1942 bis 1943 das Gestapo-Arbeitserziehungslager Farge untergebracht. In anderen Gebäuden des Lagers und der Baustelle wurden danach Zwangsarbeitern für den Bau des U-Boot-Bunkers Valentin in Rekum untergebracht: Dies war das Außenlager Farge des Konzentrationslagers Neuengamme. Von 1939 bis 1945 sind durch Unterernährung, Seuchen, Entbehrungen, physische Erschöpfung und Gewalt auf dem Gebiet der Gemeinde Neuenkirchen über 1700 Zwangsarbeiter ums Leben gekommen.
Bis zum Verbot der NSDAP 1945 gab es in Neuenkirchen eine NSDAP-Ortsgruppe, seit 1934 geleitet von Bürgermeister Markus Finke, und eine NSV-Ortsgruppe, geleitet von Johann Ohmstedt (NSDAP). Ortsbauernführer war Hinrich Schnirring. Es gab einen kleinen Adolf-Hitler-Platz mit Eiche: der jetzige Wendeplatz der Buslinie 90 hinter der Endhaltestelle Heidstraße.
Kurz vor der Kapitulation am 8. Mai 1945 wurde das Arbeiterlager am 24. April 1945 von Vertretern der NS-Wehrmacht (Marinebaurat Bosselmann) in ein Lazarett - Marine-Hospital Farge -  umgewidmet und dem Landkreis Osterholz, vertreten durch NSDAP-Landrat Becker, vertraglich übereignet. Die britische Besatzungsmacht versorgte dort seit dem 15. Mai 1945 schwerkranke KZ-Häftlinge aus dem Stalag XB Sandbostel. Nachdem die US-Army am 20. Mai die Macht im Raum Bremen/Unterweser übernommen und Neuenkirchen am 23. Mai 1945 besetzt hatte (Amerikanische Enklave) wurden ab dem 25. Mai 1945 mehr als 300 Überlebende aus Sandbostel im Marine-Hospital Farge medizinisch versorgt. Viele konnten nicht mehr gerettet werden, 155 verstarben und wurden auf dem Hospital-Friedhof beigesetzt. Am 9. Juni 1945 wurde der Lagerarzt und SS-Mann Dr. Heinz Weidemann verhaftet, der schon unter dem NS-Regime in dem Lager tätig gewesen war. Auch andere Beschäftigte, darunter ehemalige SS-Leute, blieben bis zum Oktober 1945 Kriegsgefangene der Amerikaner.
Am 1. Mai 1946 wurde das Marine-Hospital Farge in Hospital Neuenkirchen umbenannt und stand seitdem auch der Bevölkerung als Krankenhaus zur Verfügung. Die Innere Mission übernahm am 1. Februar 1947 die Einrichtung und betrieb sie bis 1963 als Evangelisches Hospital Neuenkirchen als Zweiganstalt des Birkenhofes, Evangelische Fürsorge- und Krankenanstalten e. V. Hannover. In den Baracken waren damals 700, später sogar 1000 Betten vorhanden. Sie waren belegt mit Menschen, die am Ende des Krieges nirgendwo sonst Unterkommen und Hilfe fanden. Insbesondere waren es
- alte und kranke Flüchtlinge und Vertriebene aus den Ostgebieten des Deutschen Reichs sowie Flüchtlinge aus der sowjetischen Besatzungszone,
- junge Frauen und Mädchen (auch mit Geschlechtskrankheiten), Schwangere, die im Hospital ihre Kinder zur Welt brachten, elternlose Säuglinge und Kinder sowie im Hospital geborene Kinder,
- Akutkranke aus der Umgebung

Seit dem 18. Mai 1956 wurden - auf Ersuchen des Niedersächsischen Landessozialamtes - pflegebedürftige schwer und schwerstbehinderte aufgenommen; dies war der Ursprung der späteren Behindertenhilfe. 
Zusätzlich zu der seit 1947 bestehenden Krankenpflegeschule wurden seit 1960 evangelische Dorfhelferinnen ausgebildet.
Als sich herausstellte, dass das gesamte ehemalige Kriegsmarine-Areal in Neuenkirchen von der Bundeswehr genutzt werden sollte, wurde die gesamte Komplexeinrichtung ab 1962 nach Lilienthal bei Bremen als „Evangelisches Hospital Lilienthal“ umgesiedelt.
Die Bundeswehr übernahm schon 1956 das Gelände samt Gebäuden für die Weser-Geest-Kaserne und nutzte es bis 2004. Zwei der ursprünglich 30 Baracken sind bis heute erhalten geblieben und wurden zu Gedenkstätten ausgestaltet, die Baracke Nr. 27 (vom Verein Lagerstraße) und die Baracke Nr. 22 „Wilhelmine“ (vom Verein Heimatfreunde Neuenkirchen).

### Gemeindeentwicklung
Im Frühjahr 1945, am Ende des Zweiten Weltkriegs, zogen viele Flüchtlinge aus den ehemaligen deutschen Ostgebieten durch Neuenkirchen, einige wurden hier sesshaft und die Einwohnerzahl verdoppelte sich.
Den gestiegenen Anforderungen entsprechend baute die Gemeinde 1966 ein neues Rathaus, das als solches jedoch nur bis 1974 genutzt wurde. Bis zu dieser Gebietsreform in Niedersachsen vom 1. März 1974 waren Friedrich Tedsen (1945–1964) und Johann Holler (1964–1974) Bürgermeister von Neuenkirchen.
Auf dem 2004 freigewordenen Bundeswehrgelände befindet sich heute ein Gewerbegebiet sowie die Gedenkstätte Baracke Wilhelmine. Die Sportanlagen werden für Vereinssport genutzt.

### Einwohnerentwicklung
| Jahr      | 1910  | 1925   | 1933   | 1939   | 1950   | 1956   | 1973   | 2018   |
| --------- | ----- | ------ | ------ | ------ | ------ | ------ | ------ | ------ |
| Einwohner | 481   | 550    | 1132   | 1405   | 2979   | 3016   | 2224   | 3477   |
| Quelle    | [ 9 ] | [ 10 ] | [ 10 ] | [ 10 ] | [ 11 ] | [ 11 ] | [ 12 ] | [ 13 ] |

|  |

## Politik

### Ortsrat
Der Ortsrat von Neuenkirchen setzt sich aus neun Ratsmitgliedern zusammen. Die Ratsmitglieder werden durch eine Kommunalwahl für jeweils fünf Jahre gewählt.
Die vergangenen Ortsratswahlen ergaben folgende Sitzverteilungen:
| Wahljahr | SPD                                                           | CDU | WG | Grüne | Gesamt  |
| 2021     | 4                                                             | 3   | 1  | 1     | 9 Sitze |
| 2016     | 4                                                             | 2   | 2  | 1     | 9 Sitze |
|          | __________________________ WG: Wählergemeinschaft Schwanewede |     |    |       |         |

### Ortsbürgermeister
Der Ortsbürgermeister von Neuenkirchen ist Frank Schneider (SPD). Seine Stellvertreter sind Werner Musfeld (CDU) und Harald Grothe (SPD).

### Wappen
Der Entwurf des Kommunalwappens von Neuenkirchen stammt von dem Heraldiker und Wappenmaler Albert de Badrihaye, der zahlreiche Wappen im Landkreis Cuxhaven erschaffen hat. Am 25. August 1967 wurde das Gemeindewappen entworfen und vom Regierungspräsidenten in Stade genehmigt und erhielt damit als Gemeindesiegel amtliche Bedeutung.
| Wappen von Neuenkirchen | Blasonierung: „In von Rot und Silber geteiltem Schilde, oben ein silberner Kirchturm mit schwarzem Tor und zwei schwarzen Schallfenstern, rechts und links von einem silbernen aufgerichteten Lindenblatt begleitet, unten ein schrägrechts gestellter roter Strichbalken.“ |
| Wappen von Neuenkirchen | Wappenbegründung: Das Wappen weist auf den Michaelsturm als örtliches Wahrzeichen hin, der um das Jahr 1100 als Wehrturm erbaut wurde. Die beiden Lindenblätter symbolisieren das ehemalige Gericht Neuenkirchen. Der silberne Schild mit dem schrägrechts gestellten roten Strichbalken ist das Wappen des Adelsgeschlechtes „von Stelle“, die unter Anderen als Bauherren der Kirche fungierten und somit als eine bedeutsame Familie des Ortes in Erinnerung bleiben. |

## Kultur und Sehenswürdigkeiten

### Bauwerke
Sie auch Liste der Baudenkmale in Schwanewede

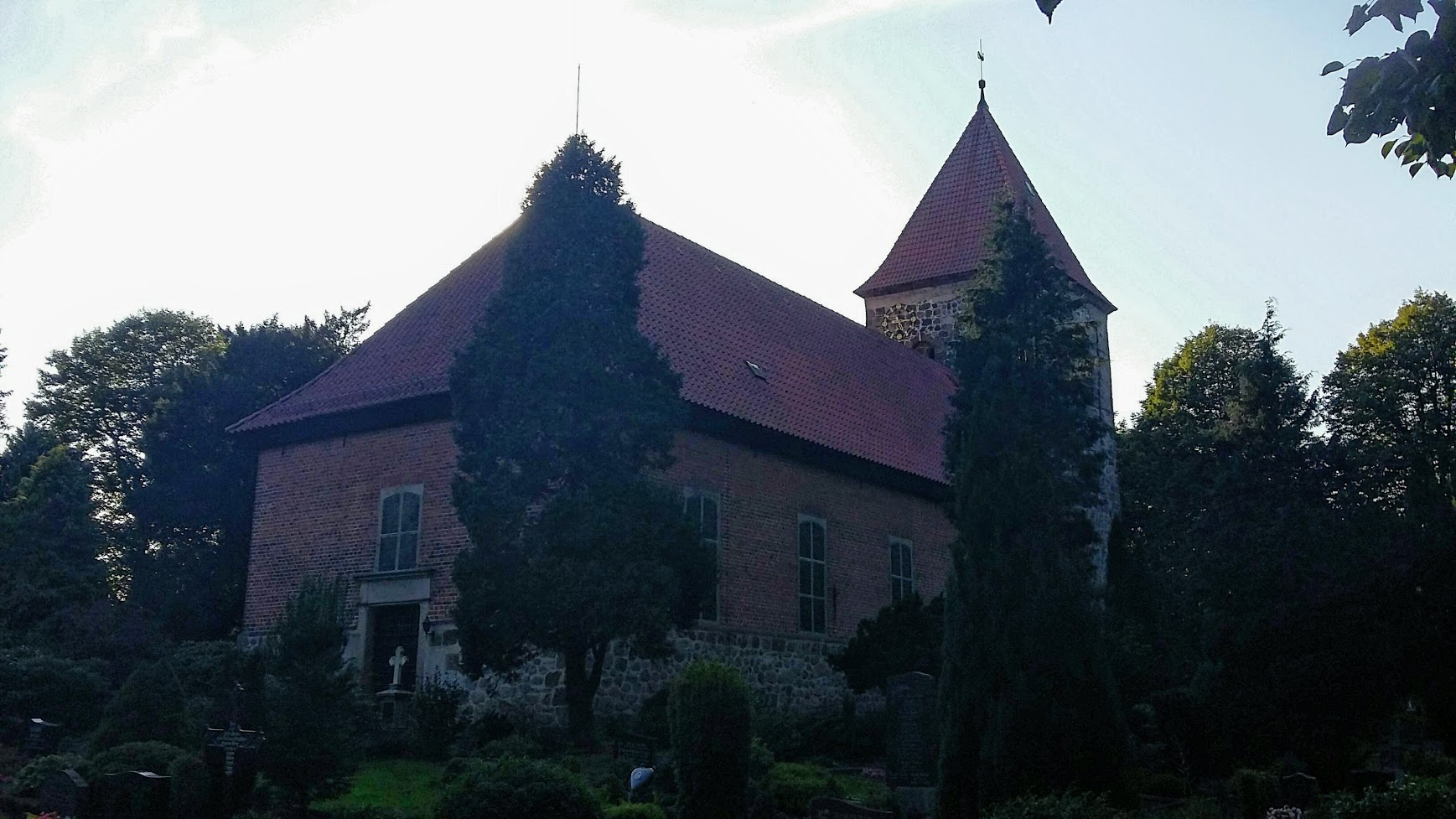
Michaelskirche Neuenkirchen

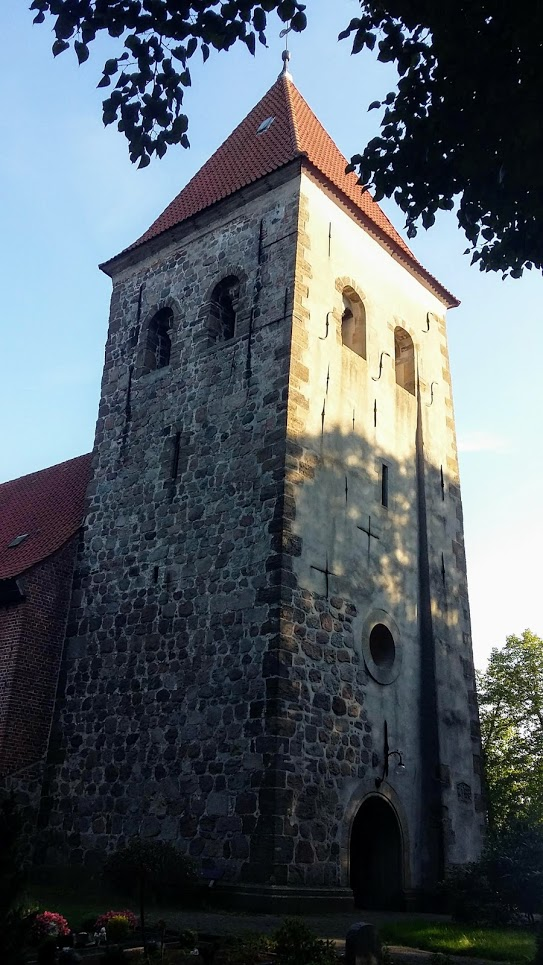
Romanischer Westturm der Michaelskirche

- Ev.-reformierte Michaelskirche Neuenkirchen: Der Vorgängerbau der „neuen“ Kirche stammte aus dem 9. Jahrhundert. Ende des 11. Jahrhunderts erhielt die auch als Zufluchtsort bei Überfällen und kriegerischen Ereignissen dienende Kirche einen steinernen Wehrturm.[17] Zu der Zeit wurde eine Ministerialenfamilie des Bremer Erzbischofs mit der Gerichtsstelle in Neuenkirchen belehnt, die im 15. Jahrhundert an die Stadt Bremen verkauft wurde. 1192 wurde das Kirchenschiff aus Feldsteinen neu errichtet. Seitdem wird die Ortschaft als Nygenkerken (Neuenkirchen) bezeichnet. Der romanische Feldsteinturm mit seinen zwei Rundbogenfenstern beiderseits geht auf diese Zeit zurück. In dem quadratische Turm befindet sich die Michaelskapelle, deren für die Frühromanik bezeichnendes Kreuzgewölbe von Säulen mit einfachen Würfelkapitellen ohne jede Verzierung getragen werden. Türme dieser Bauart gibt es nur noch in Berne und in Hannover.[18] 1768 wurde das baufällige Kirchenschiff der Feldsteinkirche unter Erhalt des Westturms abgerissen und durch den heutigen Ziegelbau in schlichten barocken Formen ersetzt.

- Gösper Wassermühle: 1430 wurde von den Rittern von Stelle eine Wassermühle in Neuenkirchen-Göpse errichtet. Die Goseper Mohlen, eine der ältesten Mühlen der Umgebung, wurde 1868 durch einen Neubau ersetzt, welcher heute noch erhalten ist. Bei dem Neubau wurde das Wasserrad durch eine Turbine ersetzt. 1954 wurde der Mühlenbetrieb eingestellt[19].
- Wohn- und Wirtschaftsgebäude Bruchstraße 7 von 1857 in Fachwerk
- Wohnhaus Klint 11 von um 1900

### Museen
Marine-Gemeinschaftslager An der Kaserne: Seit 2007/08 betreibt der Heimatverein Neuenkirchen in einer Baracke, die sich auf dem Gelände der 2004 aufgelösten Weser-Geest-Kaserne der Bundeswehr bzw. des ehemaligen Marinegemeinschaftslagers, Marinehospitals und Evangelischen Hospitals Neuenkirchen in der Neuenkirchener Heide befindet, die museale Einrichtung Baracke Wilhelmine (Dokumentations- und Lernort Baracke Wilhelmine). Das von der Gemeinde geförderte Ausstellungsprojekt dokumentiert in Form eines kleinen regionalen Museums die Geschichte der Nutzung des Geländes und ist zugleich eine Gedenkstätte an die Zwangsarbeiter des NS-Arbeitslagers sowie die Opfer des KZ Farge bzw. des Baus des U-Boot-Bunkers Valentin in Bremen-Rekum. Ein gesonderter Ausstellungsbereich befasst sich mit dem Thema Lebensborn und dem ehemaligen Lebensborn-Heim Haus Friesland im Herrenhaus Hohehorst auf Gut Hohehorst bei Löhnhorst.
Der Verein Geschichtslehrpfad Lagerstraße/U-Boot-Bunker Valentin betreibt in Neuenkirchen das Ausstellungsprojekt und Museum Baracke 27.

## Infrastruktur, Verkehr
Infrastruktur:
- Rathaus Schwanewede
  - Gemeindebüchereie Neuenkirchen
- Grundschule Neuenkirchen, Schulstraße 20
- Kindergarten Reekens Kamp
- Michaelskirche Neuenkirchen mit Friedhof
- Freiwillige Feuerwehr Neuenkirchen, Lohweg 2
- TSV Neuenkirchen von 1894
- Sportplatz Neuenkirchen, Reiterschanze
- Schützenverein Neuenkirchen
- Radfahrverein Vorwärts Neuenkirchen
- Freibad Neuenkirchen

Verkehr:
Neuenkirchen wird durch Buslinien der Bremer Straßenbahn AG sowie Buslinien anderer Verkehrsbetriebe bzw. Unternehmen des Verkehrsverbund Bremen/Niedersachsen (VBN) versorgt, die nach Gröpelingen, Schwanewede, Osterholz-Scharmbeck und als Schulbuslinie nach Rade sowie Haariersand führen.